# Bruno von Augsburg

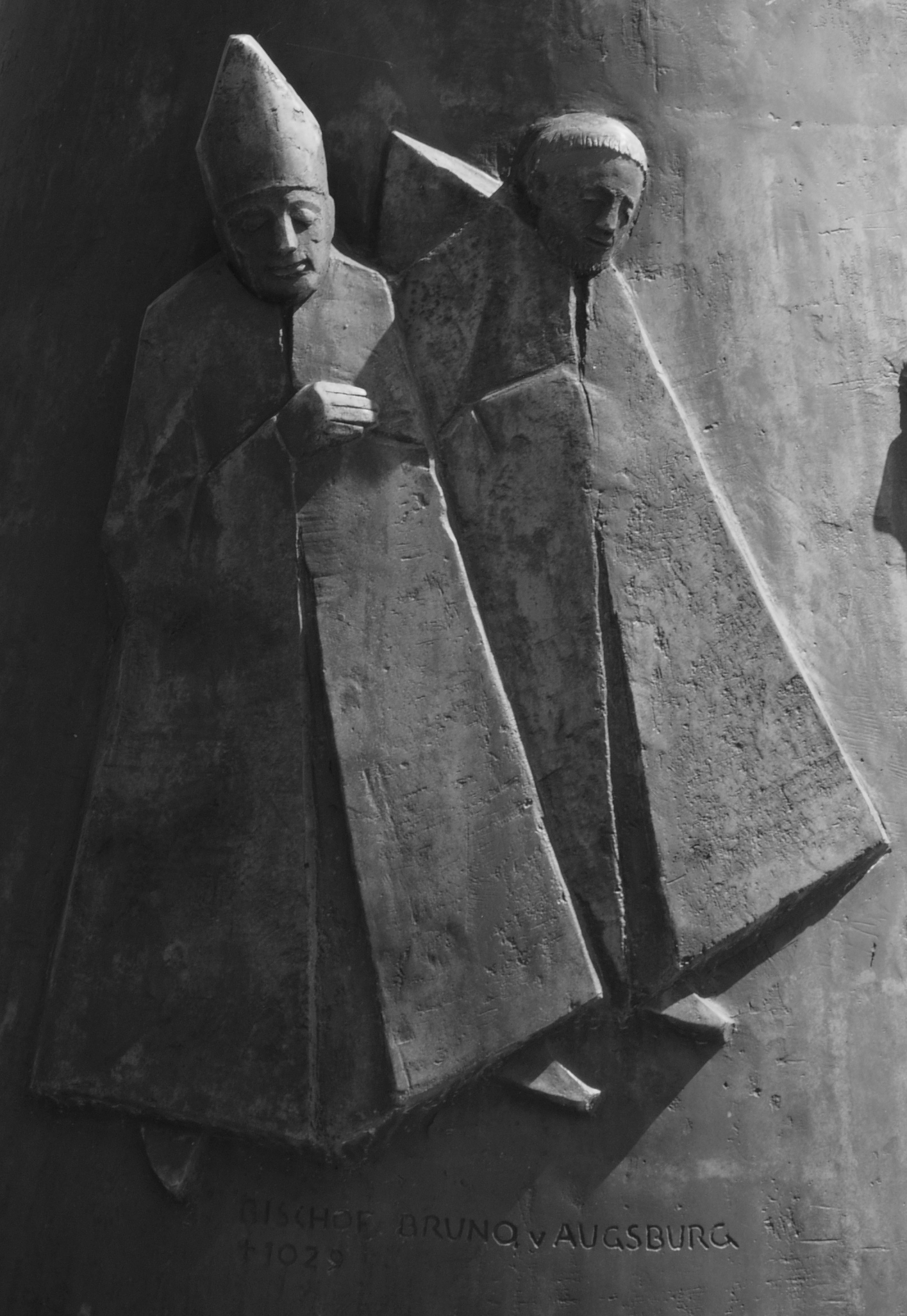
Darstellung des Buno von Augsburg auf der Plastik Geschichtskegel von Rolf Nida-Rümelin in Straubing

Brun(o) von Augsburg († 6. oder 24. April 1029 in Regensburg) war von 1006 bis 1029 Bischof von Augsburg.

## Leben
Brun(o) war der jüngere Sohn Heinrichs des Zänkers, Herzog von Bayern, und dessen Ehefrau Gisela von Burgund. Er war der Bruder des späteren Kaisers Heinrich II. († 1024) und der späteren ungarischen Königin Gisela, die mit König Stephan I. verheiratet war. Zwischen 1002 und 1005 hielt sich Brun(o) aufgrund eines Zerwürfnisses mit seinem Bruder Heinrich in Ungarn auf. Dort unterstützte er Stephan beim Aufbau seiner Administration. Heinrich rief seinen Bruder nach der Ablösung seines ersten Kanzlers Egilbert, des späteren Bischofs von Freising (1005–1039), zurück, machte ihn im Jahr 1005 zu seinem Kanzler und ernannte ihn im Folgejahr zum Bischof von Augsburg.
Das Verhältnis zwischen beiden Brüdern war wechselhaft, zeitweise sehr gespannt. Brun(o) blieb allerdings auch nach dem Tod seines Bruders Heinrich deutscher Kanzler und Bischof von Augsburg. Nach dem Tod Heinrichs II. († 1024) waren die beiden Töchter Ottos II. und Theophanus – Sophia, Äbtissin von Essen und Gandersheim und Adelheid, Äbtissin von Quedlinburg – neben Brun(o) die letzten im Reich lebenden Ottonen. Da alle drei eine geistliche Laufbahn eingeschlagen hatten, konnten sie Heinrich II. nicht beerben. Entscheidend für den reibungslosen Dynastiewechsel von den Ottonen auf die Salier (bzw. die reibungslose Thronfolge Konrads II.) war die Parteinahme der letzten Ottonen für Konrad II. und gegen Konrad den Jüngeren, der ebenfalls ein Salier und Cousin Konrads II. war und von 1036 bis 1039 als Herzog von Kärnten amtierte.
Brun(o) wurde im Jahr 1026 von Konrad II. mit der Erziehung und Ausbildung dessen Sohnes und Nachfolger Heinrich III. beauftragt. Dies bedeutete de facto die Übertragung der Regentschaft während des Italienfeldzuges Konrads II. (1026–1027). Zu Ostern 1027 war Brun(o) mit seinem Zögling Heinrich in Rom und nahm an der Kaiserkrönung Konrads II. teil. Ebenfalls 1027 nahm er an der Synode von Frankfurt teil. Das Verhältnis Brun(o)s zu Konrad war sehr gut, er galt als einer der wichtigsten Ratgeber des Saliers.